# Max Haufler
Max Haufler (* 4. Juni 1910 in Basel; † 25. Juni 1965 in Zürich) war ein Schweizer Schauspieler und Maler. Neben Emil Hegetschweiler, Heinrich Gretler, Alfred Rasser, Schaggi Streuli, Ruedi Walter und Margrit Rainer gehörte er zu den grossen Deutschschweizer Volksschauspielern seiner Zeit. Wie Sigfrit Steiner machte er sich auch als Filmregisseur und Drehbuchautor einen Namen. Vor seiner Filmlaufbahn war er Maler.

## Leben und Werk
Max Haufler war ein Sohn des Schweizer Glasmalers Fritz Haufler und der Italienerin Anna Artaria. Sein Onkel war Paul Artaria. Nach der Scheidung der Eltern zog die Mutter mit ihm und seiner jüngeren Schwester Esther 1917 auf den Monte Verità in der Nachbarschaft von Hermann Hesse. Später siedelte die Mutter nach Agnuzzo, wo sie eine kleine Pension führte und Haufler die Schule besuchte. Haufler wollte sich bereits mit 12 Jahren das Leben nehmen. Mit 17 brachte er sich selbst das Malen bei und nahm gleichzeitig Unterricht bei Paul Camenisch. 1928 stellte er erstmals seine Bilder aus und schloss Freundschaft mit Coghuf.
Als Pleinair-Maler bereiste er Europa. Er schlug sich mehr schlecht als recht durchs Leben, so dass er seinen Lebensunterhalt mit zusätzlichen Gelegenheitsarbeiten verdienen musste. Zurück in Basel wurde Haufler 1934 Mitglied der expressionistischen Bewegung Rot-Blau und der Gruppe 33. Nach einem Aufenthalt in Paris im Jahr 1935 bei der Akademie von Amédée Ozenfant wandte er sich dem Kabarett zu und trat im Basler Cabaret «Resslirytti» auf.
Seine Begeisterung als Filmschaffender erwachte 1936. Sein Ziel war die Herstellung qualitativ hochstehender Filme in der Schweiz. Seine erste Regiearbeit war Farinet für die Clarté-Film AG. Nach deren Konkurs inszenierte er für die Gloriafilm Emil, me mues halt rede mitenand! (1941) und Menschen, die vorüberziehen (1942). Die Filme wurden zwar von den Kritikern gelobt, konnten aber die finanziellen Erwartungen der Geldgeber nicht erfüllen. Dank Heinrich Fueter konnte er weiterhin für die Schweizer Condor Films AG Werbe- und Auftragsfilme drehen.
Für die Gloriafilm entstanden Wir bauen auf (1943), Die bildspendende Flüssigkeit (1944), Rieter-Werkfilm (1945) und Das Gesetz der Strasse (1946) und für die Condor Films Venezianische Rhapsodie (1949), Die Herstellung von Maggis Produkten (1950), Ein Menschenalter (1954) und Modernste Vermessungsinstrumente (1955). Seine letzte Regiearbeit mit einer gespielten Handlung war der Werbefilm Der Geist von Allenwil (1951). Seine chronischen Depressionen, die Kostenüberschreitungen und sein schwieriger Charakter verhinderten eine weitere Tätigkeit als Regisseur. Bereits während des Krieges und nach 1955 versuchte er vergeblich, weitere Filmprojekte zu verwirklichen. Zwischen 1960 und 1965 bemühte er sich, den Roman Der Stumme von Otto F. Walter zu verfilmen. Als Regieassistent war er in Wilder Urlaub (1943), Nach dem Sturm, Es geschah am hellichten Tag, Die Käserei in der Vehfreude, Der Teufel hat gut lachen und Die Schatten werden länger tätig. Für Was isch denn i mym Harem los? (1936/1937), der erst 1983 uraufgeführt wurde, schrieb er erstmals an einem Drehbuch mit. Neben den Drehbüchern seiner eigenen Filme war er auch an den Drehbüchern von Heidi und Peter, HD Läppli und Der Teufel hat gut lachen beteiligt. Für die Dialogführung war er in Ein wunderbarer Sommer und Die Schatten werden länger zuständig.

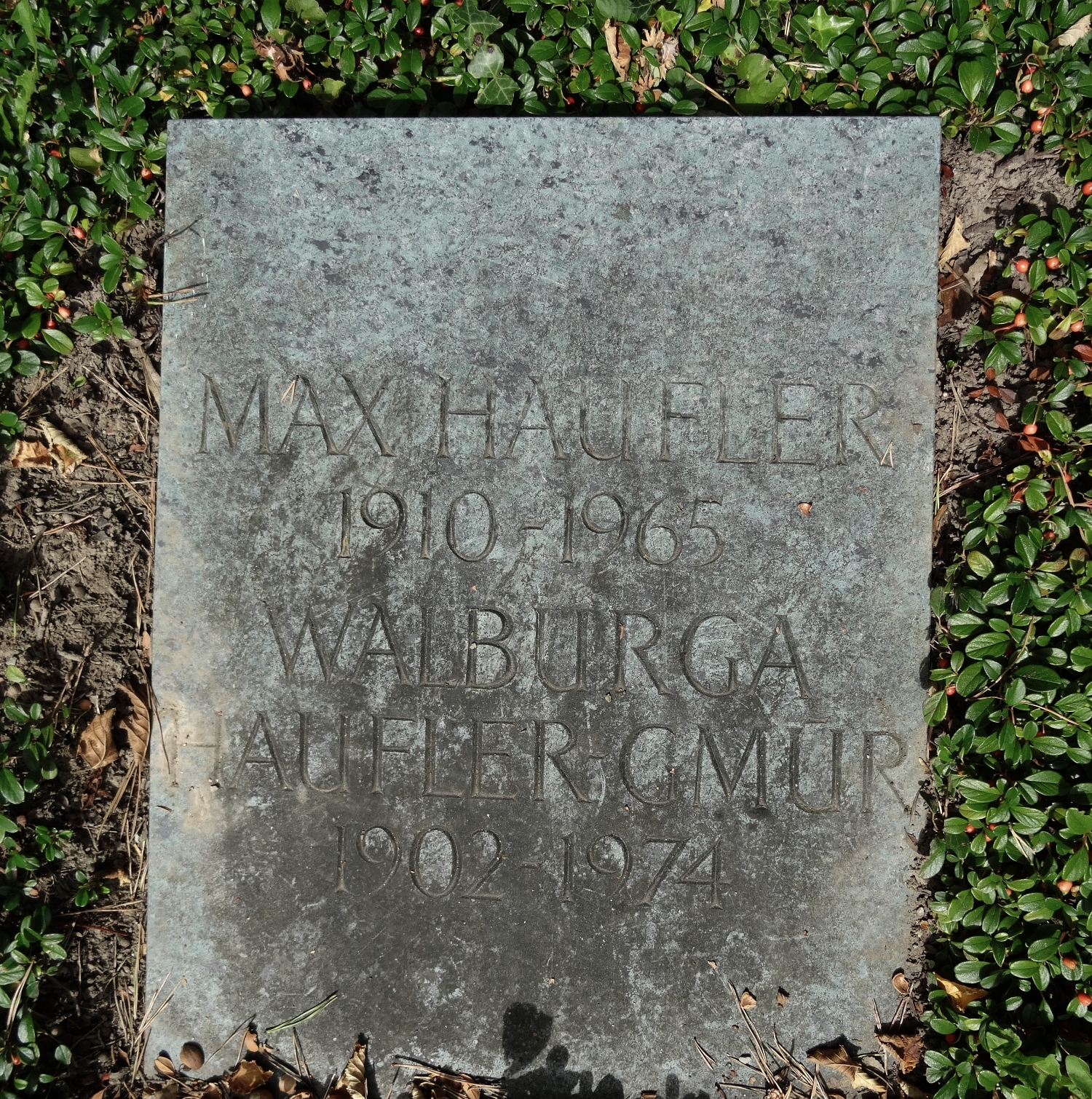
Grab, Friedhof Rehalp, Zürich

Nachdem Max Haufler ab 1942 keine Regieaufträge mehr für Spielfilme erhalten hatte, musste er sich verstärkt der Schauspielerei widmen, die ihm jedoch zuwider war. Er nahm Aufträge fürs Radio an und verstärkte seine Tätigkeit auf der Bühne. Er gehörte dem Cabaret Fédéral (1949–1951) an, spielte am Schauspielhaus Zürich (1951–1957) und gastierte am Landestheater Darmstadt (1957–1959). Seine erste Filmrolle spielte er in S’Vreneli am Thunersee. In Steibruch lieferte er eine erste Glanzrolle als verwahrloster Herumtreiber ab. Ähnliche Rollen folgten. Trotz oder gerade wegen dieser Aussenseiterrollen wurde er äusserst populär im Schweizer Dialektfilm. Er übernahm eine der drei Hauptrollen in Hinter den sieben Gleisen und in der Fortsetzung Der Teufel hat gut lachen. Er war auch in Werbefilmen wie Mitenand gahts besser (1949) und Familie M Junior (1953) zu sehen. Als Charakterdarsteller über die Landesgrenzen hinaus bekannt, erhielt er Fernsehrollen, und ausländische Filmgesellschaften verpflichteten ihn. In White Cradle Inn spielte er zum ersten Mal in einem englischsprachigen Film, der teilweise in Gstaad gedreht wurde. Produzent Günther Stapenhorst riet ihm bereits in den 1940er Jahren zum Sprung nach Hollywood, was er erst in den 1960er Jahren tat. Er kehrte 1964 aus Hollywood zurück, nachdem er ein Angebot von 20th Century Fox abgelehnt hatte.
Max Haufler war ab 1931 mit der Hamburgerin Lotte Kohn verheiratet. Ihre Kinder sind die Schauspielerin und Performance-Künstlerin Janet Haufler (1931–2020) und Yvar (* 1934). 1935 lernte er die Schauspielerin Walburga Gmür kennen, mit der von 1951 bis 1964 verheiratet war. Haufler neigte sein Leben lang zu tiefen Depressionen. Er nahm sich 1965 in seiner Zürcher Wohnung das Leben. Sein Grab befindet sich auf dem Zürcher Friedhof Rehalp (FG 86027).
Mit dem Film Max Haufler, der Stumme (1983) von Richard Dindo, in dem seine Tochter Janet die Hauptrolle spielte, und dank einer Wanderausstellung drang sein Werk wieder ins Bewusstsein der Öffentlichkeit.

## Filmografie (Auswahl)
- 1936: S’Vreneli am Thunersee
- 1937: Was isch denn i mym Harem los?
- 1938: Le règne de l'esprit malin
- 1939: Farinet – Die sanfte und die wilde Freiheit (Farinet ou l'or dans la montagne)
- 1942: Gottesmühlen (Steibruch)
- 1942: Menschen, die vorüberziehen
- 1947: White Cradle Inn
- 1947: § 51 – Seelenarzt Dr. Laduner (Matto regiert)
- 1948: Nach dem Sturm
- 1952: Palast Hotel (Palace Hotel)
- 1952: Heidi
- 1954: Uli, der Knecht
- 1955: Heidi und Peter
- 1955: Reise nach Manitoba (Fernsehfilm)
- 1956: Das Lied der Heimat (Zwischen uns die Berge)
- 1956: Philemon und Baucis (Fernsehfilm)
- 1957: Konditorei Zürrer (Bäckerei Zürrer)
- 1957: Abu Kasems Pantoffeln (Fernsehfilm)
- 1957: Der Richter und sein Henker (Fernsehfilm)
- 1957: Die Angst vor der Gewalt (Der 10. Mai)
- 1958: Es geschah am hellichten Tag
- 1958: Ein wunderbarer Sommer (Kinder der Berge)
- 1958: Die Käserei in der Vehfreude
- 1959: So ein Mustergatte (Der Mustergatte)
- 1959: Ein Mann geht durch die Wand
- 1959: Hinter den sieben Gleisen
- 1960: Anne Bäbi Jowäger – I. Teil: Wie Jakobli zu einer Frau kommt
- 1960: Der Teufel hat gut lachen
- 1961: Stadt ohne Mitleid (Town Without Pity)
- 1961: Jakobli und Meyeli
- 1961: Die Ehe des Herrn Mississippi
- 1961: Die Schatten werden länger
- 1961: Biographie eines Schokoladentages (Fernsehfilm)
- 1961: Wenn Männer Schlange stehen (Chikita)
- 1962: Freud
- 1962: Die Kollektion (Fernsehfilm)
- 1962: Stück für Stück (Fernsehfilm)
- 1962: Der Prozeß (Le procès)
- 1962: Anne Bäbi Jowäger – II. Teil: Jakobli und Meyeli
- 1963: Der Spieler
- 1963: Flucht der weißen Hengste (Miracle of the White Stallions)
- 1963: Die Wölfe (Fernsehfilm)
- 1963: Striptease (Fernsehfilm, Kurzfilm)
- 1963: Schule der Geläufigkeit (Fernsehfilm, Kurzfilm)
- 1963: Eine schöne Bescherung (Fernsehfilm)
- 1963: Der gemütliche Kommissar (Fernsehfilm, Kurzfilm)
- 1964: Kennwort… Reiher
- 1964: Menschen der Berge (Geld und Geist)
- 1965: Morituri
- 1966: Abschied (Fernsehfilm)